# FFH-Gebiet Dünen am Rimmelsberg
Das FFH-Gebiet Dünen am Rimmelsberg ist ein NATURA 2000-Schutzgebiet in Schleswig-Holstein im Kreis Schleswig-Flensburg in der Gemeinde Jörl im Naturraum Bredstedt-Husumer Geest. Es hat eine Fläche von 17 ha. Die größte Ausdehnung liegt in Nordostrichtung und beträgt 830 m. Das Gebiet besteht aus zwei Teilen, die östlich der L269 im Ortsteil Rimmelsberg liegen. Der größere Teil liegt im Norden, der kleinere im Süden. Sie sind 50 m voneinander entfernt. Die höchste Erhebung mit 38 m über NN ist der Rimmelsberg im Nordteil. Er liegt an der Nordwestecke des FFH-Gebietes an der L269. Der niedrigste Punkt mit 21 m über NN befindet sich am Nordrand des südlichen Teilgebietes.

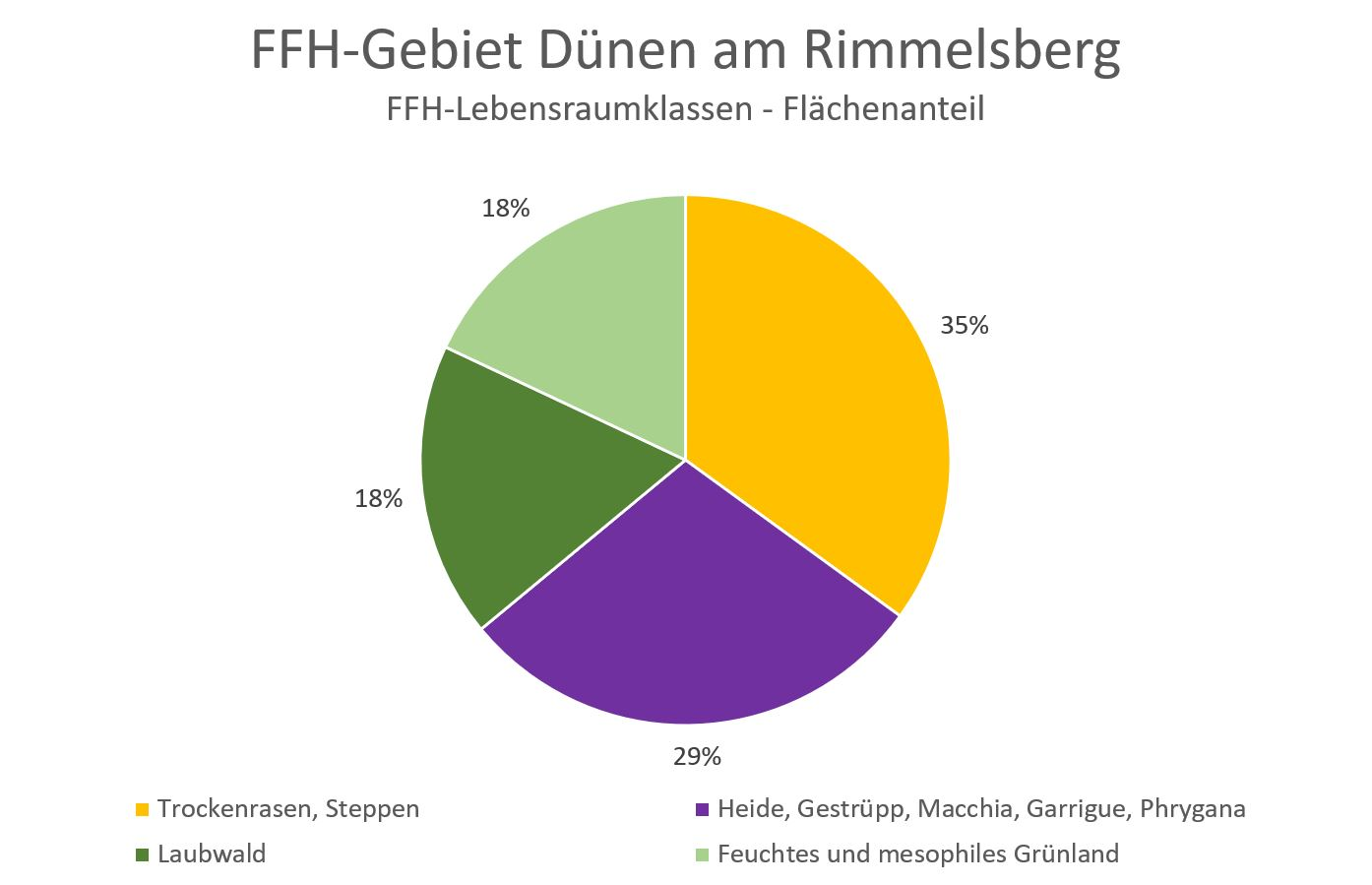
Diagramm 1: FFH-Lebensraumklassen

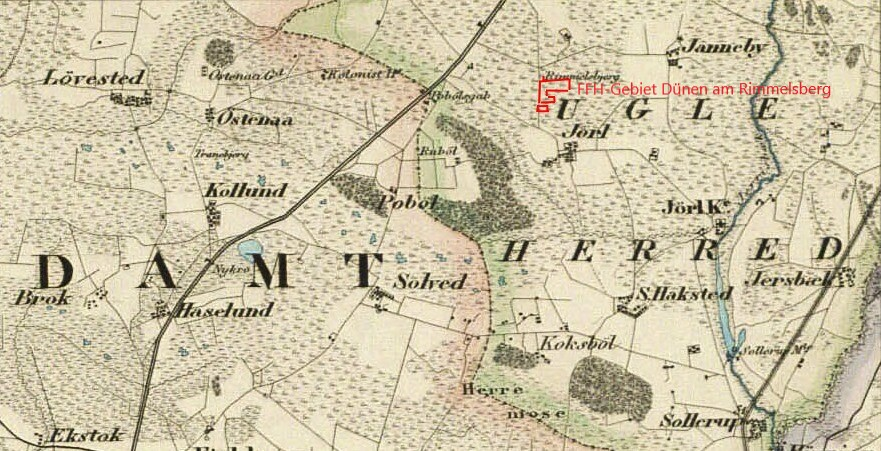
Bild 1: Rimmelsberg um 1858

Gut ein Drittel der Fläche besteht aus Trockenrasen, ein knappes Drittel aus Heide und je knapp ein fünftel aus Laubwald und feuchtem Grünland, siehe Diagramm 1. Vor 170 Jahren gehörte das Gebiet zur dänischen Verwaltungseinheit Uggle Harde und war laut der dänischen Generalstabskarte von 1857 von Heiden bedeckt, siehe Bild 1.

## FFH-Gebietsgeschichte und Naturschutzumgebung
Der NATURA 2000-Standard-Datenbogen (SDB) für dieses FFH-Gebiet wurde im November 1999 vom Landesamt für Landwirtschaft, Umwelt und ländliche Räume (LLUR) des Landes Schleswig-Holstein erstellt, im August 2000 als Gebiet von gemeinschaftlicher Bedeutung (GGB) vorgeschlagen, im Dezember 2004 von der EU als GGB bestätigt und im Januar 2010 national nach § 32 Absatz 2 bis 4 BNatSchG in Verbindung mit § 23 LNatSchG als besonderes Erhaltungsgebiet (BEG) bestätigt. Der SDB wurde zuletzt im Mai 2017 aktualisiert. Der Managementplan für das FFH-Gebiet wurde im Oktober 2011 veröffentlicht.
Innerhalb des größeren nördlichen Teils des FFH-Gebietes liegt das am 20. Juni 1938 gegründete Naturschutzgebiet „Düne am Rimmelsberg“. Am Südrand dieses Teilgebietes befindet sich das am 25. Juli 1975 zum Naturdenkmal Nr. 68 erklärte Gebiet „Binnendüne mit Kratt und Wacholderbestand“.
840 m südwestlich des FFH-Gebietes Dünen am Rimmelsberg liegt das mit 152 ha wesentlich größere FFH-Gebiet Pobüller Bauernwald, in dessen Mitte sich wiederum das 4,4 ha große Naturschutzgebiet Pobüller Bauernholz befindet.
Eine Gebietsbetreuung gem. § 20 LNatSchG wurde lediglich für das NSG Düne am Rimmelsberg ausgesprochen, nicht jedoch für das FFH-Gebiet.

## FFH-Erhaltungsgegenstand

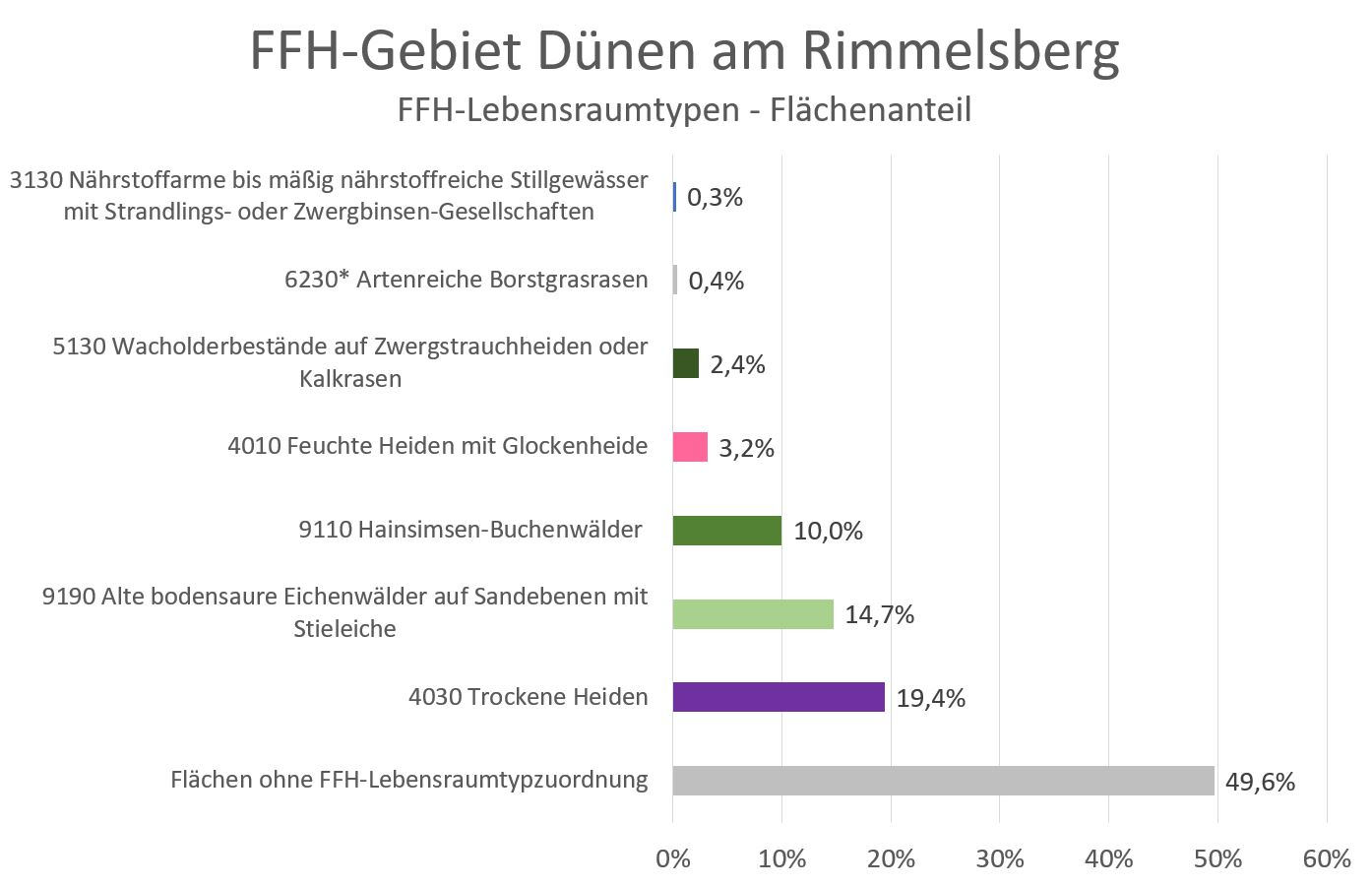
Diagramm 2: FFH-lebensraumtypen

Laut Standard-Datenbogen vom Mai 2017 sind folgende FFH-Lebensraumtypen und Arten für das Gesamtgebiet als FFH-Erhaltungsgegenstände mit den entsprechenden Beurteilungen zum Erhaltungszustand der Umweltbehörde der Europäischen Union gemeldet worden (Gebräuchliche Kurzbezeichnung (BfN)):
FFH-Lebensraumtypen nach Anhang I der EU-Richtlinie:
- 3130 Nährstoffarme bis mäßig nährstoffreiche Stillgewässer mit Strandlings- oder Zwergbinsen-Gesellschaften (Gesamtbeurteilung C)[10]
- 4010 Feuchte Heiden mit Glockenheide (Gesamtbeurteilung C)[11]
- 4030 Trockene Heiden (Gesamtbeurteilung B)[12]
- 5130 Wacholderbestände auf Zwergstrauchheiden oder Kalkrasen (Gesamtbeurteilung B)[13]
- 6230* Artenreiche Borstgrasrasen (Gesamtbeurteilung C)[14]
- 9110 Hainsimsen-Buchenwälder (Gesamtbeurteilung C)[15]
- 9190 Alte bodensaure Eichenwälder auf Sandebenen mit Stieleiche (Gesamtbeurteilung C)[16]

FFH-Arten nach Anhang II und IV FFH-Richtlinie:
- 1166 Kammmolch (Gesamtbeurteilung C)[17]

## FFH-Erhaltungsziele
Aus den oben aufgeführten FFH-Erhaltungsgegenständen werden als FFH-Erhaltungsziele von besonderer Bedeutung die Erhaltung folgender Lebensraumtypen und Arten im FFH-Gebiet vom Ministerium für Energiewende, Landwirtschaft, Umwelt und ländliche Räume des Landes Schleswig-Holstein erklärt:
- 3130 Nährstoffarme bis mäßig nährstoffreiche Stillgewässer mit Strandlings- oder Zwergbinsen-Gesellschaften
- 4010 Feuchte Heiden mit Glockenheide
- 4030 Trockene Heiden
- 5130 Wacholderbestände auf Zwergstrauchheiden oder Kalkrasen
- 6230* Artenreiche Borstgrasrasen
- 9110 Hainsimsen-Buchenwälder
- 9190 Alte bodensaure Eichenwälder auf Sandebenen mit Stieleiche

Aus den oben aufgeführten FFH-Erhaltungsgegenständen werden als FFH-Erhaltungsziele von Bedeutung die Erhaltung folgender Lebensraumtypen und Arten im FFH-Gebiet vom Ministerium für Energiewende, Landwirtschaft, Umwelt und ländliche Räume des Landes Schleswig-Holstein erklärt:
- 9110 Hainsimsen-Buchenwälder
- 1166 Kammmolch

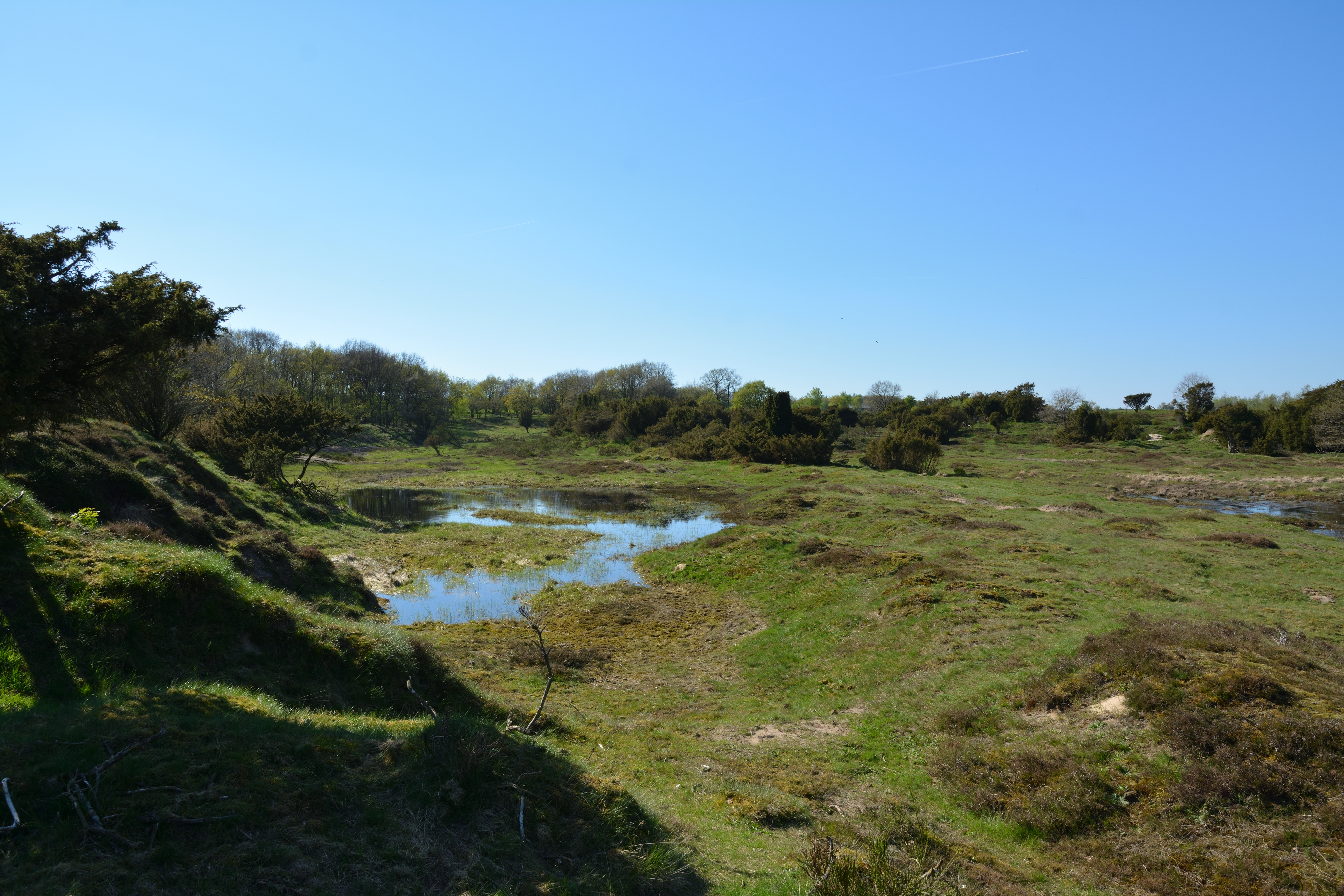
Dünental 6. Mai 2018
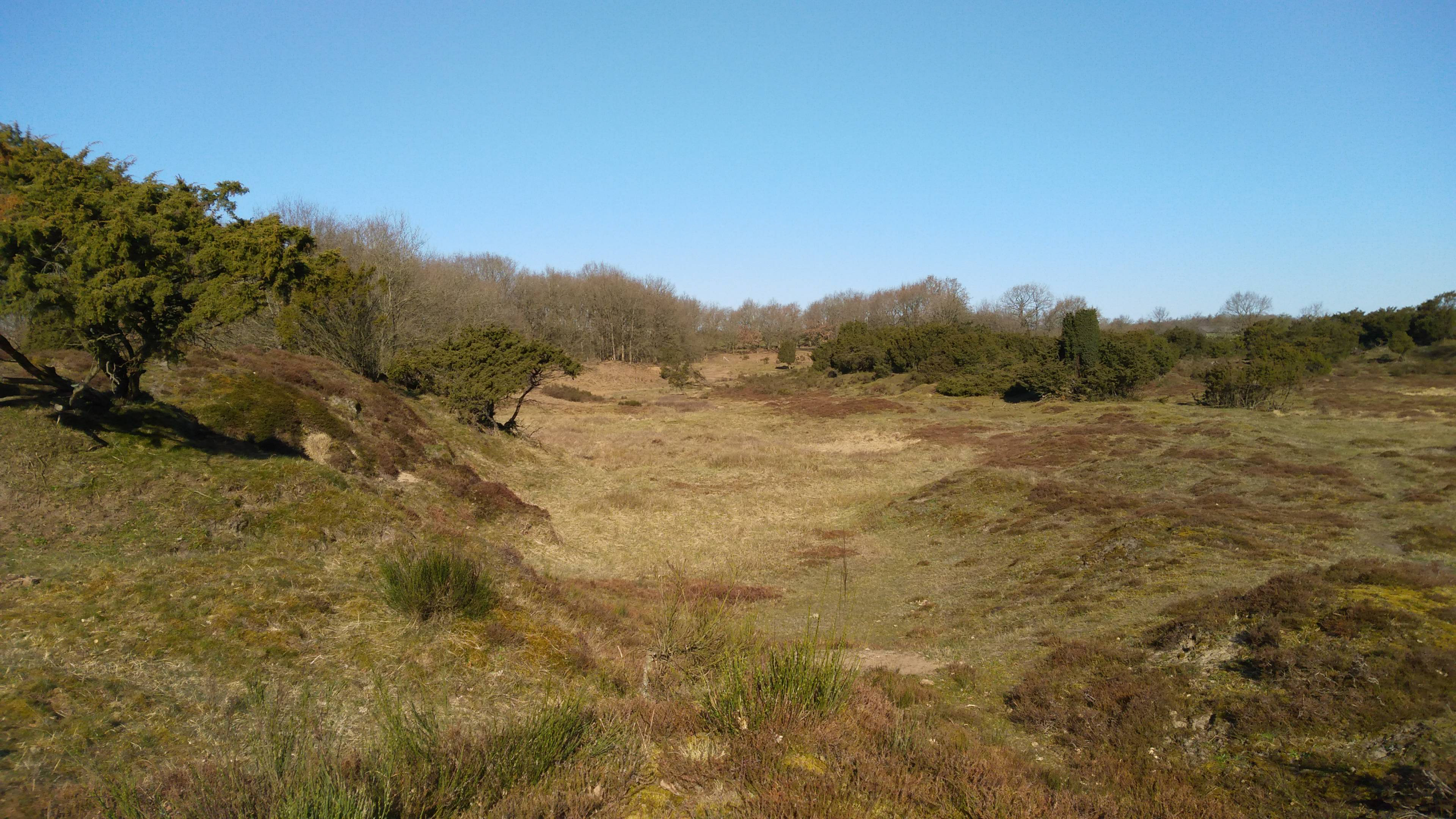
Dünental 25. April 2021
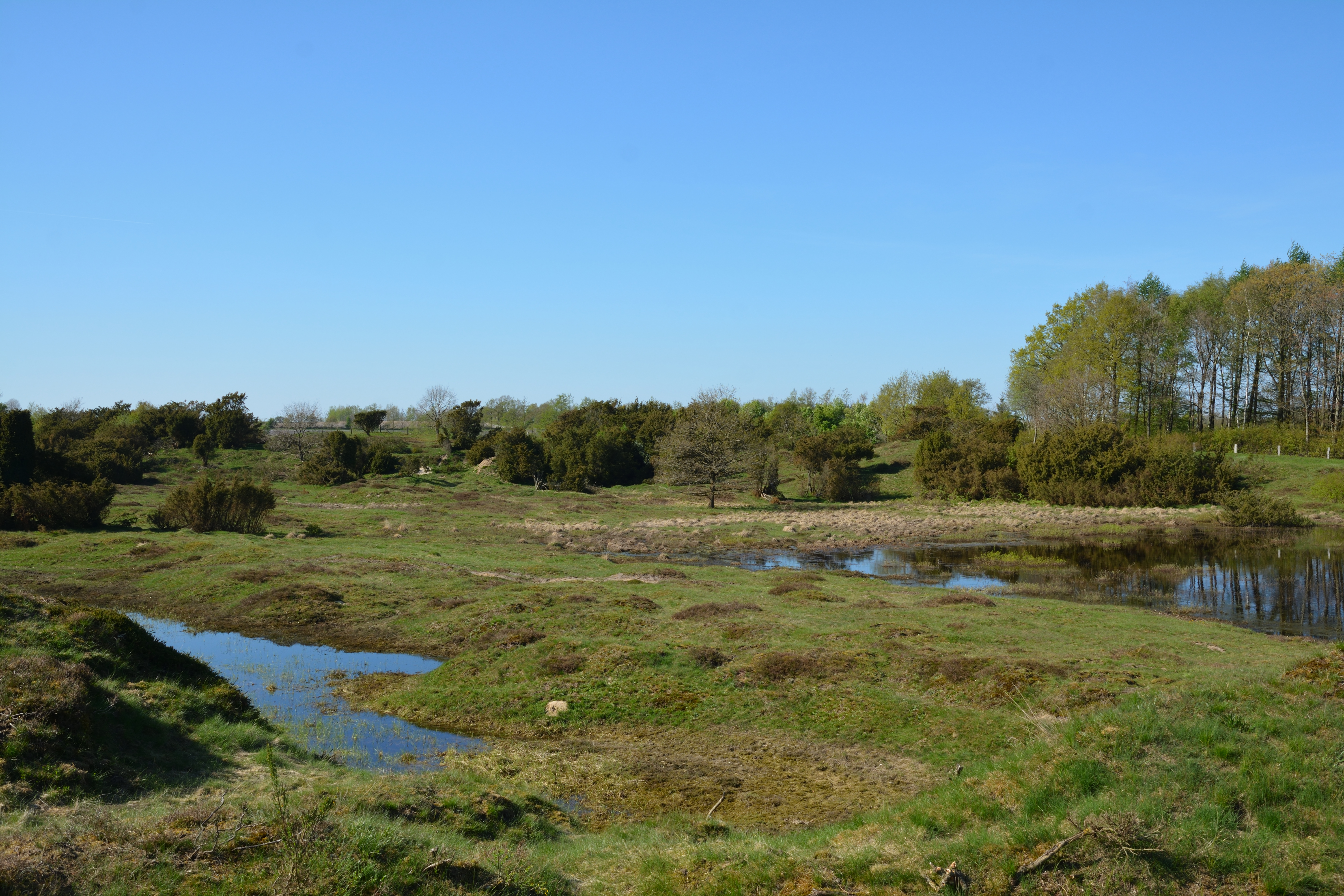
Dünental 6. Mai 2018
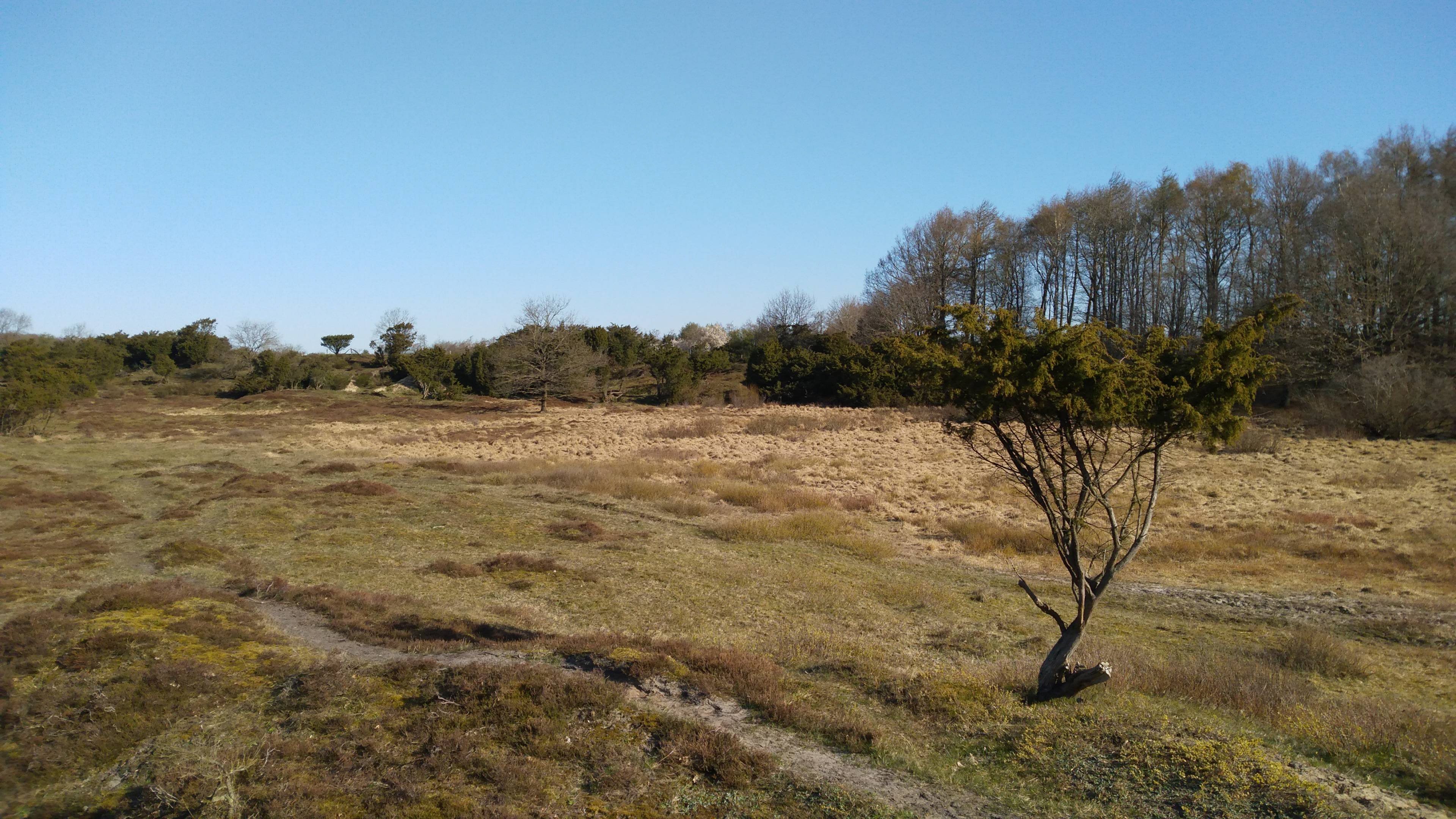
Dünental 25. April 2021
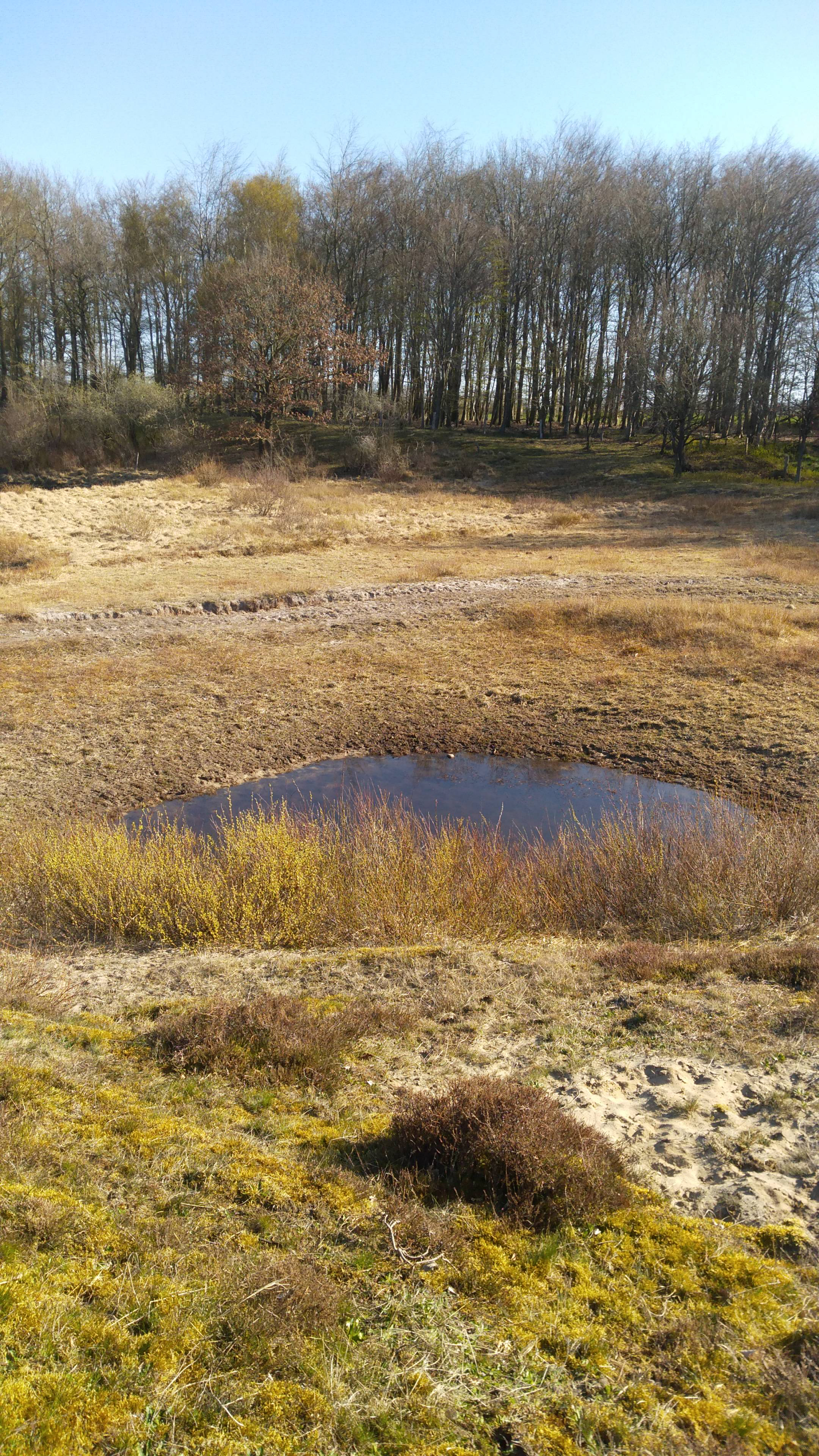
Rest eines Teiches 25. April 2021

Die Bilder zeigen den Unterschied der Wasserstände der Stillgewässer des FFH-Gebietes im Frühjahr 2018 und 2021. Die Tabelle 1 zeigt die Unterschiede der Niederschlagsmengen der Wetterstation Schleswig der letzten 11 Monate vor dem jeweiligen Aufnahmedatum der Fotos. Die Niederschlagsmenge in den Jahren 2020/2021 betrug nur 66 % der Menge des Vergleichszeitraums 2017/2018. Dies führte dazu, dass die Stillgewässer bis auf kleine Reste ausgetrocknet sind.

### Tabelle 1: Niederschlagsmenge Wetterstation Schleswig
| Jahr | Monat | Menge i. V. z. l. Mittel [%] | Menge [mm] | Jahr | Monat | Menge i. V. z. l. Mittel [%] | Menge [mm] |
| ---- | ----- | ---------------------------- | ---------- | ---- | ----- | ---------------------------- | ---------- |
| 2017 | 06    | 161                          | 123        | 2020 | 06    | 151                          | 115,4      |
| 2017 | 07    | 119                          | 110,4      | 2020 | 07    | 121                          | 112,7      |
| 2017 | 08    | 135                          | 122,4      | 2020 | 08    | 81                           | 73,3       |
| 2017 | 09    | 187                          | 151,8      | 2020 | 09    | 49                           | 39,6       |
| 2017 | 10    | 186                          | 167,4      | 2020 | 10    | 123                          | 110,3      |
| 2017 | 11    | 148                          | 111        | 2020 | 11    | 59                           | 44,1       |
| 2017 | 12    | 125                          | 107,8      | 2020 | 12    | 90                           | 77,7       |
| 2018 | 01    | 166                          | 134,9      | 2021 | 01    | 101                          | 82,1       |
| 2018 | 02    | 79                           | 48,2       | 2021 | 02    | 43                           | 26,4       |
| 2018 | 03    | 98                           | 57,4       | 2021 | 03    | 131                          | 76,3       |
| 2018 | 04    | 138                          | 57,5       | 2021 | 04    | 67                           | 27,9       |
| Ø    |       | 140                          | 108,3      | Ø    |       | 92                           | 71,4       |

## FFH-Analyse und Bewertung

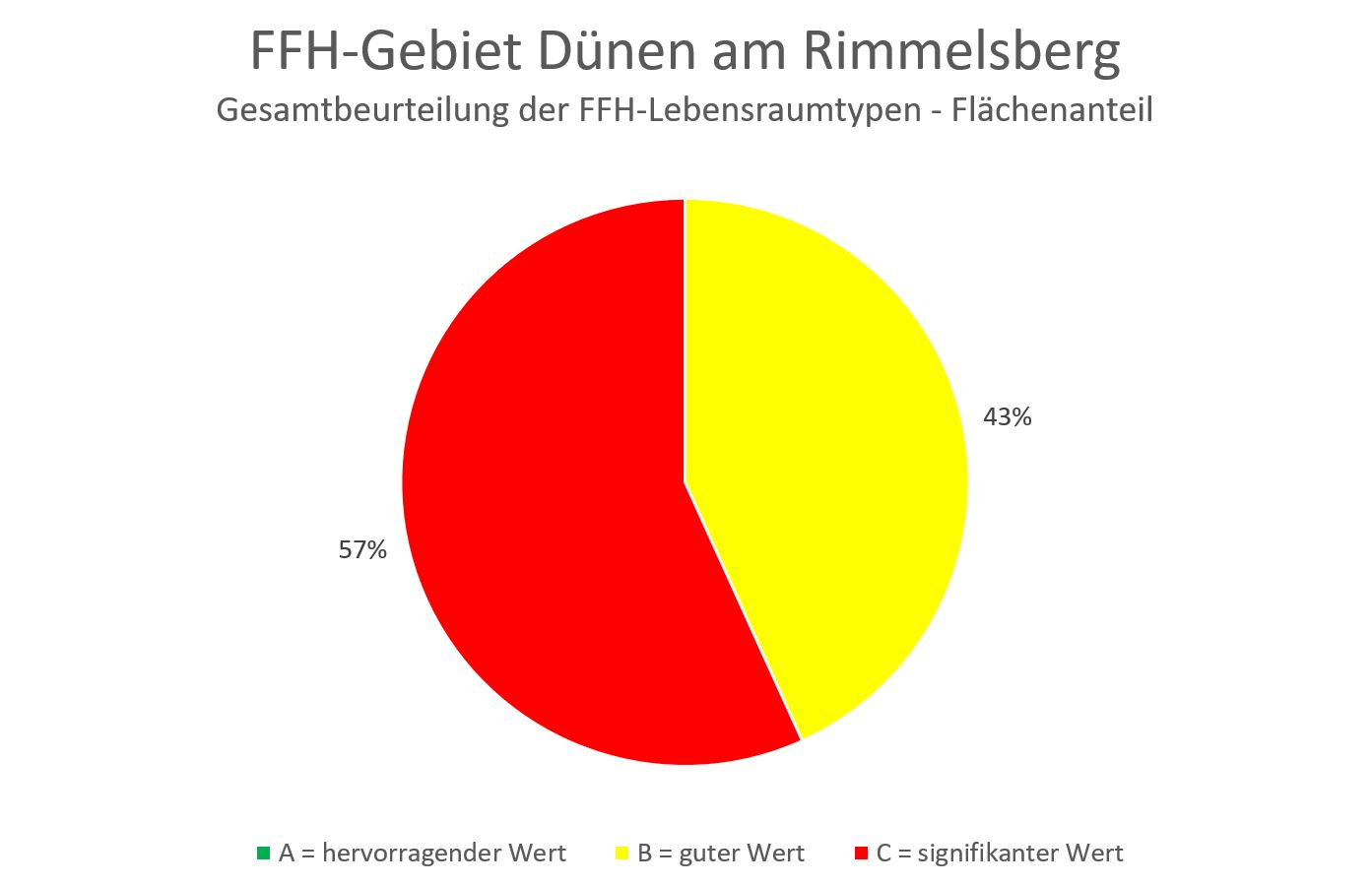
Diagramm 3: Gesamtbeurteilung der FFH-Lebensraumtypen

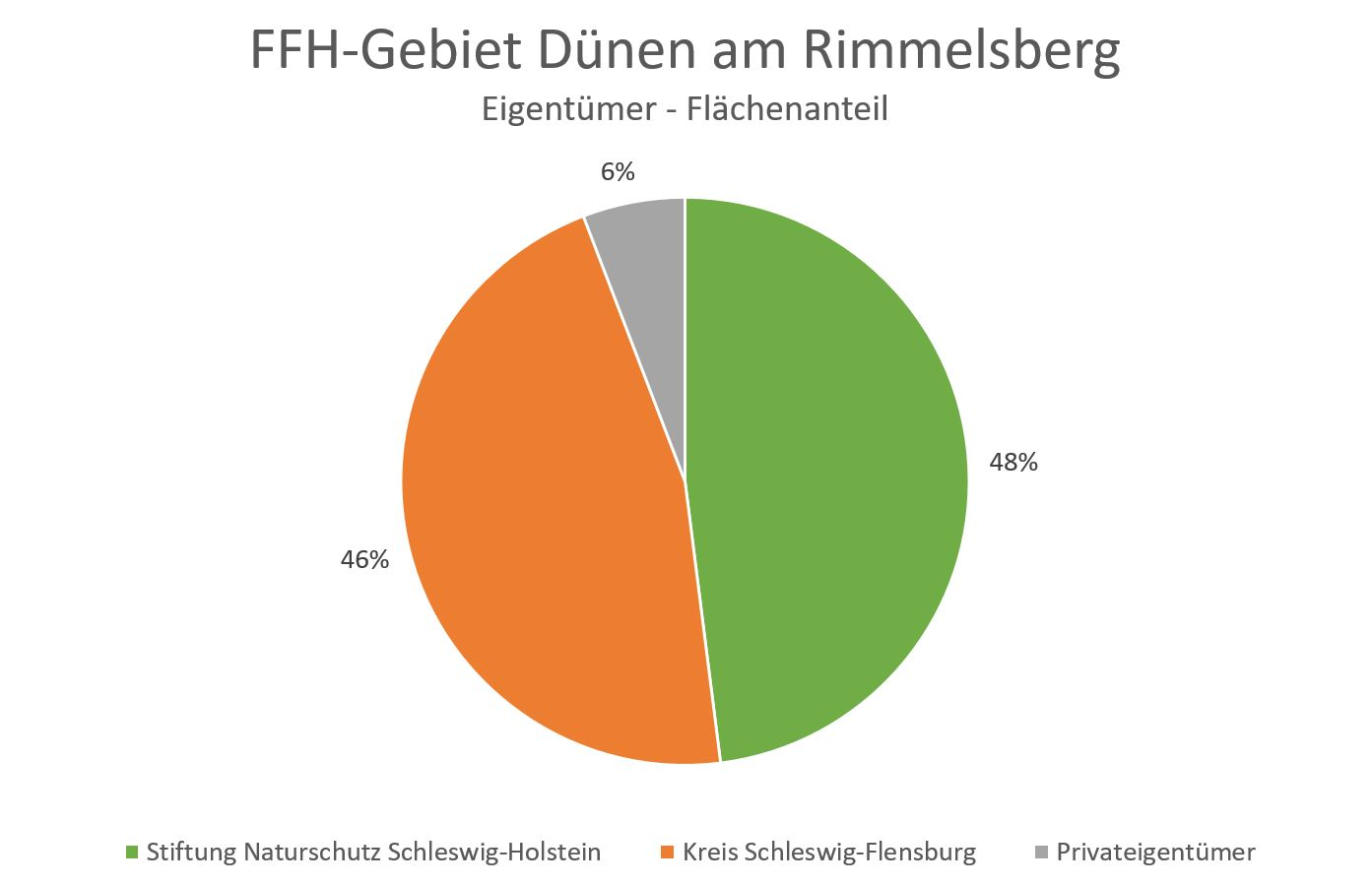
Diagramm 4: Eigentümer

Das Kapitel FFH-Analyse und Bewertung im Managementplan beschäftigt sich unter anderem mit den aktuellen Gegebenheiten des FFH-Gebietes und den Hindernissen bei der Erhaltung und Weiterentwicklung der FFH-Lebensraumtypen. Die Ergebnisse fließen in den FFH-Maßnahmenkatalog ein.
Die Hälfte der FFH-Gebietsfläche ist von FFH-Lebensraumtypen belegt, siehe Diagramm 2. Davon haben 43 % eine gute Gesamtbeurteilung zugesprochen bekommen, der Rest dagegen eine ungenügende Note, siehe Diagramm 3. Da das Gebiet bereits seit Jahrzehnten unter Naturschutz steht und fast vollständig sich im kommunalen Besitz befindet, Siehe Diagramm 4, ist es verwunderlich, dass keine der LRT-Flächen als hervorragend beurteilt wird. Dies wird verständlich, wenn man die Kriterien für eine hervorragende Beurteilung betrachtet. Bei acht Lebensraumtypen als Erhaltungsziel wird es nahezu unmöglich, bei einem so kleinen Gebiet ohne Vorhandensein zusätzlicher Entwicklungsflächen die geforderten vier Entwicklungsstadien (Pionier-, Aufbau-, Reife- und Degenerationsphase) darzustellen. Laut Managementplan ist aber an eine Ausweitung des FFH-Gebietes nicht gedacht.

## FFH-Maßnahmenkatalog
Der FFH-Maßnahmenkatalog im Managementplan führt neben den bereits durchgeführten Maßnahmen geplante Maßnahmen zur Erhaltung und Entwicklung der FFH-Lebensraumtypen im FFH-Gebiet an. Konkrete Empfehlungen sind in einer Maßnahmenkarte beschrieben.
Allein 10 Maßnahmen wurden bereits vor 2011 durchgeführt. Für die Zeit danach wurden folgende Maßnahmen vorgeschlagen:
- 6 notwendige Erhaltungsmaßnahmen
- 4 weitergehende Entwicklungsmaßnahmen
- 1 Sonstige Pflege- und Entwicklungsmaßnahme

## FFH-Erfolgskontrolle und Monitoring der Maßnahmen
Eine FFH-Erfolgskontrolle und Monitoring der Maßnahmen findet in Schleswig-Holstein alle 6 Jahre statt. Die Ergebnisse des letzten Folgemonitorings wurden am 10. Februar 2012 in einem Textbeitrag und einer Kartensammlung veröffentlicht.